# Franz Striemann

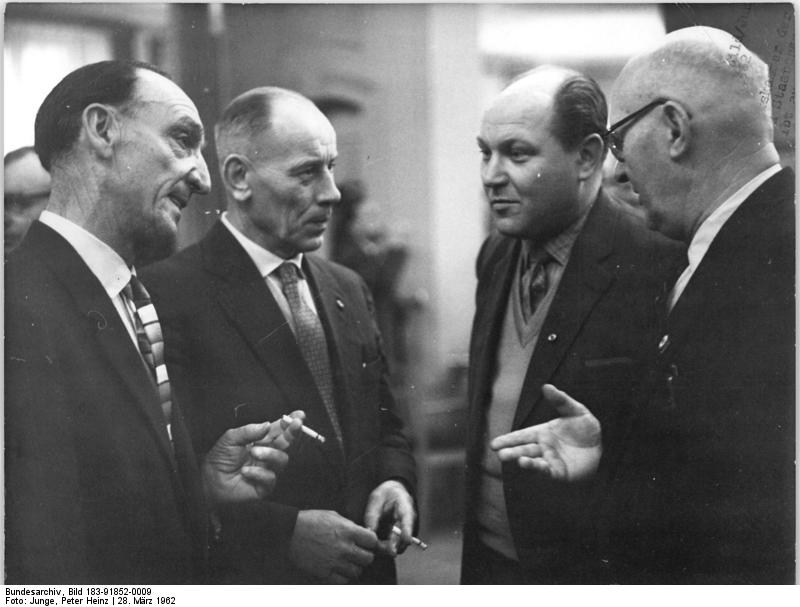
Franz Striemann (2. v. l.), 1962

Franz Striemann (* 13. Januar 1901 in Cottbus; † 1984) war ein deutscher Tuchmacher sowie Funktionär und Volkskammerabgeordneter für den Freien Deutschen Gewerkschaftsbund (FDGB).

## Leben
Striemann nahm nach dem Besuch der Volksschule eine Lehre zum Tuchmacher auf und war zunächst als Kettenschärer und Musterweber sowie Leimer tätig. Nach dem Zweiten Weltkrieg wurde er Stuhlmeister und später Obermeister für Textilmaschinen. Er arbeitete als Weberei-Technologe in der Tuchfabrik Cottbus, aus der 1953 ein Volkseigener Betrieb wurde.
Im Februar 1950 wurde Striemann Mittelpunkt einer von den DDR-Medien und vor allem dem FDGB gesteuerten Kampagne, um eine höhere Qualität in den Produktionen der einzelnen Industriezweige zu erreichen. Diese mündete in einem Wettbewerb um den Titel Brigade der ausgezeichneten Qualität, der zunächst in der Textilindustrie begann, sich aber rasch auf weitere Industriezweige und andere Bereiche des öffentlichen Lebens ausdehnte. Anlass war angeblich ein Briefwechsel zwischen Striemann und dem Initiator dieser Wettbewerbsbewegung in der Sowjetunion, Alexander Stepanowitsch Tschutkich. Anders als bei Adolf Hennecke, der mit einer konkreten Arbeitsleistung als leuchtendes Vorbild die Aktivistenbewegung mit begründete, ist bei Striemann bisher keine außergewöhnliche Sonderleistung in den damaligen Medien zu finden. Dennoch diente er einige Zeit in ähnlicher Funktion wie Hennecke als Vorbild und wurde von der politischen Führung der DDR vereinnahmt. So wurde Striemann in das Präsidium des III. SED-Parteitages gewählt, in seiner Funktion als Aktivist und Initiator der Qualitätsbrigaden. Im August wurden er und Luise Ermisch, ebenfalls eine Protagonistin der damaligen Aktivistenbewegung, von der Industriegewerkschaft Textil für den Nationalpreis der DDR vorgeschlagen. Auf dem 3. Kongreß der Einheitsgewerkschaft FDGB wurde Striemann in den Bundesvorstand gewählt, dem er bis 1955 angehörte. Im September 1950 erfolgte die Nominierung des Cottbusers als Kandidat des FDGB für die anstehenden Volkskammerwahlen. In der Folge vertrat Striemann als Mitglied der der FDGB-Fraktion die Gewerkschaft in drei Wahlperioden bis 1963 in der Volkskammer. Zwar wurde Striemann schlussendlich nicht der Nationalpreis verliehen, dafür erhielt er am Tag des Aktivisten am 14. Oktober 1950 als einer von 52 Personen den erstmals verliehenen Orden Held der Arbeit. Noch einige Jahre wurde Striemann in den DDR-Medien im Zusammenhang mit Qualitätsbemühungen erwähnt.

## Auszeichnungen und Ehrungen
- fünffacher Aktivist der sozialistischen Arbeit
- 1950 Held der Arbeit[7]
- Ende der 1950er Jahre: Benennung der Jugendherberge in Cottbus nach Striemann
- 1965 Ehrenbürger der Stadt Cottbus
- in Cottbus trug eine Jugendherberge den Namen „Franz Striemann“